# إدوارد فرنسيس هاريس
إدوارد فرنسيس هاريس (بالإنجليزية: Edward Francis Harris)‏ هو مؤول ‏ نيوزيلندي، ولد في 13 مايو 1834، وتوفي في 26 يوليو 1898.